# Miss Marple
Jane Marple o Miss Marple es un personaje novelesco creado por la escritora británica de género policíaco Agatha Christie, protagonista de varias novelas de esta autora.
El personaje es una dama entrada en años, residente en St. Mary Mead, un adorable y ficticio pueblecito de la campiña del sur inglés. Su conocimiento de la naturaleza humana la ha ayudado a descubrir muchos casos imposibles incluso para los más importantes inspectores de Scotland Yard.
Miss Marple nació por primera vez en 1927 en The Tuesday Night Club, un cuento breve reunido en la colección Los trece Problemas. Se publicó por primera vez en la edición de diciembre de 1927 de Royal Magazine. Christie nunca esperó que Miss Marple rivalizara con Poirot en el afecto del público, pero desde la publicación de Muerte en la vicaría en 1930, la primera novela completa de Miss Marple, los lectores quedaron fascinados con este personaje.
Es la protagonista de 13 novelas de la citada escritora, así como de varios relatos cortos. La fama adquirida por este personaje y su buen definido perfil, la sitúa como el arquetipo de la investigadora aficionada.
La última novela de Agatha Christie sobre Marple, Un crimen dormido, se publicó póstumamente en 1976. 
En 2022, una nueva colección de cuentos protagonizados por la legendaria investigadora aficionada, Jane Marple, ha sido escrita por doce autores aclamados y con gran éxito de ventas. Esta colección de doce cuentos originales, todos protagonizados por Jane Marple, presentará al personaje a toda una nueva generación. Cada autor reinventa a Jane Marple de Agatha Christie a través de su propia perspectiva única, manteniéndose fiel a las características de un misterio que resolver.
Las historias fueron realizadas por: Naomi Alderman, Leigh Bardugo, Alyssa Cole, Lucy Foley, Elly Griffiths, Natalie Haynes, Jean Kwok, Val McDermid, Karen M. McManus, Dreda Say Mitchell, Kate Mosse y Ruth Ware.
Esta nueva publicación incluye un audiolibro en inglés, que es leído por un elenco de 12 actores, incluidos Adrián Scarborough, Adjoa Andoh, Ramón Tikaram y Miriam Margoyles.
Esta colección actualmente está disponible en los siguientes países: Brasil, República Checa, Estonia, Francia, Grecia, Hungría, Indonesia, Portugal, Eslovaquia, España, Reino Unido y Estados Unidos de América.

## Personalidad
Miss Marple es descrita por su creadora como una anciana soltera de entre 50 o 60 años y en cuanto a parientes solo se sabe que tiene una prima tartamuda llamada Tefia, un sobrino llamado Raymond West, por lo que se puede deducir que tiene un hermano o hermana, los tres fueron citados en el Libro llamado "En el Hotel Bertram". Miss Marple es una mujer optimista y a pesar de su edad, idealista. Aunque de su vida personal no se conoce mucho, excepto que es aficionada a la jardinería, es evidente que es un querido personaje del pueblo ficticio St. Mary Mead.
Observadora, atenta, pero sobre todo curiosa, es una amante de los enigmas y misterios, que no son ningún problema para ella, debido a su capacidad curiosa y analítica.
Con frecuencia alardea sobre su conocimiento sobre el comportamiento humano y sus consecuencias, recordando a todos la sabiduría obtenida con el paso del tiempo.
Su frase predilecta es: "la gente es igual en todas partes", siempre complementándola con su profundo conocimiento de los habitantes de su pueblo St. Mary Mead.

## Novelas con Miss Marple
1. Muerte en la vicaría (The Murder at the Vicarage, 1930)
2. Miss Marple y trece problemas / Los casos de Miss Marple ( The Thirteen Problems, 1933)
3. The Regatta Mystery and Other Stories (1939, Collection)
4. Un cadáver en la biblioteca (The Body in the Library, 1942)
5. El caso de los anónimos (The Moving Finger, 1943)
6. Se anuncia un asesinato (A Murder is Announced, 1950)
7. Tres ratones ciegos y otras historias (Three Blind Mice and Other Stories) (1950, Collection)
8. El truco de los espejos (They Do It with Mirrors, or Murder With Mirrors, 1952)
9. Un puñado de centeno (A Pocket Full of Rye, 1953)
10. El tren de las 4:50 (4.50 from Paddington, or What Mrs. McGillicuddy Saw!, 1957)
11. The Adventure of the Christmas Pudding (1960, Collection)
12. Double Sin and Other Stories (1961, Collection)
13. El espejo se rajó de parte a parte (The Mirror Crack'd from Side to Side) (1962, Novel)
14. Misterio en el caribe (A Caribbean Mystery, 1964)
15. En el hotel Bertram (At Bertram's Hotel 1965, Novel)
16. Némesis (Nemesis 1971)
17. Un crimen dormido (Sleeping Murder: Miss Marple's Last Case, escrito en torno a 1940; publicado póstumamente en 1976)
18. Miss Marple's Final Cases (1979, Collection)
19. Marple: Twelve New Stories (HarperCollins, 2022)[3]

## Adaptaciones cine y TV
- ‘El tren de las 4:50’ (George Pollock, 1961)
- ‘Después del funeral’ (George Pollock, 1963)
- ‘Asesinato a bordo’ (George Pollock, 1964)
- ‘La señora McGinty ha muerto’ (George Pollock, 1964)
- El espejo roto (Guy Hamilton, 1980. Protagonizada por Angela Lansbury)

- Miss Marple (Serie de TV). Serie de TV (1984-1992) basada en Miss Marple y otras novelas de misterio de Agatha Christie. Protagonizada por Joan Hickson.
- Marple (Serie de TV). Serie de TV (2004-2007) basada en Miss Marple y otras novelas de misterio de Agatha Christie. Protagonizada por Geraldine McEwan.
- Marple (Serie de TV). Serie de TV (2008-2013) basada en Miss Marple y otras novelas de misterio de Agatha Christie. Protagonizada por Julia McKenzie
- Agatha Christie's Great Detectives Poirot and Marple (Serie de TV) - Agasa Kurisutî no meitantei Powaro to Mâpuru (TV Series) (Japón 2004) Serie de TV. Animación. Intriga | Años 30

## Actrices que la han protagonizado
- Gracie Fields
- Margaret Rutherford
- Inge Langen
- Joan Hickson
- Angela Lansbury
- Helen Hayes
- Ita Ever
- Geraldine McEwan
- Julia McKenzie